# نادي كاريا
كاريا ، هو نادي كرة قدم ياباني وهو نادي أساسي في اليابان ويقع مقره في مدينة كارييا، آيتشي ويللعب مبارياته في ملعب المدينة الذي يتسع لنحو 4000 متفرج.